# Grabhügel von Dale Gudbrands gard
Die Grabhügel von Dale Gudbrands gard liegen nahe dem Kongsvegen, nördlich von Hundorp im Gudbrandsdalen in Sør-Fron, bei Lillehammer in der Fylke Innlandet in Norwegen.
Der Hof liegt in der Mitte eines Großhügelbereichs aus der Eisenzeit. Im Jahr 1755 beschreibt Gerhard Schøning noch fünf große Grabhügel, von denen einer entfernt wurde. Die vier erhaltenen mit Durchmessern zwischen 23,0 und 32,0 Metern sind die größten im Gudbrandsdalen. Außer diesen Hügeln gibt es eine quadratische und Reste einer runden Steinsetzung. Man rechnet auch zwei mittelgroße Hügel auf dem benachbarten Bauernhof Hjetlund zu den Großhügeln von Hundorp.

Wappen von Sør-Fron

Die um 1230 verfasste Heimskringla des Snorri Sturluson beschreibt in Kapitel 112–114 die Separate Saga von St. Olaf und das Treffen zwischen Olav dem Heiligen (995–1030 n. Chr.) und dem Herse Dale-Gudbrand auf dessen Bauernhof im Jahre 1021. Olav Haraldsson ließ als einer der ersten norwegischen Bilderstürmer Kolbein den Starken von Fjordane (norwegisch Kolbein den sterke) das Bildnis Thors mit einer Keule zertrümmern. Das war der Beginn des Christentums in Gudbrandsdalen und Dale-Gudbrand hat später auf seinem Hof eine Kirche bauen lassen. Die Keule Kolbeins ist auf dem Gemeindewappen von Sør-Fron abgebildet.